# Renaissance World Tour
Die Renaissance World Tour war  die neunte Konzerttournee der US-amerikanischen Sängerin Beyoncé. Sie wurde am 1. Februar 2023 angekündigt, um ihr siebtes Studioalbum Renaissance zu präsentieren. Die Tournee begann am 10. Mai 2023 in der Friends Arena in Stockholm, Schweden und endete in Kansas City (Missouri) am 1. Oktober 2023. Es war ihre erste Solo-Tournee seit der The Formation World Tour im Jahr 2016.
Das Konzert dauerte nahezu drei Stunden und war  in sechs Akte aufgeteilt, wobei Beyoncé die Tracks des Albums Renaissance der Reihe nach aufführte, ergänzt durch Songs aus ihrer bisherigen Diskografie. Das Bühnenbild bestand aus einer riesigen Leinwand mit einem großen „Portal“ in der Mitte und enthält Innovationen wie monumentale Skulpturen, Roboterarme und ultraviolette Technologie.
Die Tournee wurde von den Kritikern gelobt, insbesondere die Produktion und Beyoncés stimmliche Leistung.
Am Ende der Tour kündigte Beyoncé den Konzertfilm Renaissance: A Film by Beyoncé an. Er erschien am 1. Dezember 2023 in den amerikanischen Kinos.

## Hintergrund
Die Tournee wurde am 23. Oktober 2022 angekündigt, als Beyoncé ein Ticket für eine nicht näher bezeichnete Show im Rahmen der Wearable Art Gala versteigerte. So kamen rund 50.000 US-Dollar zusammen.
Am 1. Februar 2023 kündigte Beyoncé die Tournee über ihren Instagram-Account an. Im März 2023 setzten sich Wirtschaftsführer im Westen Sydneys dafür ein, dass das Accor Stadium für ein Beyoncé-Konzert in New South Wales Vorrang vor dem Allianz Stadium erhält, da das Accor Stadium über die doppelte Zuschauerkapazität verfügt, um die Kartennachfrage zu bedienen. Die Möglichkeit, dass das Allianz Stadium ein Konzert der Renaissance World Tour erhält, hat die Regierung von New South Wales dazu veranlasst, ein 57-jähriges Verbot aufzuheben, mehr als vier Konzerte pro Jahr im Stadion zu veranstalten. Das Verbot könnte bereits im Oktober 2023 aufgehoben werden, damit Beyoncé im Jahr 2024 im Stadion auftreten kann. Der Premierminister von New South Wales sagte, dass dies der lokalen Wirtschaft „zusätzliche 1,3 Milliarden Dollar“ einbringen könnte.
Im April 2023 mietete Beyoncé Europas größtes Hallenstadion, die Paris La Défense Arena, in Paris, Frankreich, um für die Tour zu proben. Die Komponistin Emily Bear war die Pianistin der Tournee.

## Ticketverkauf
Tickets für die Shows in Nordamerika gingen nicht in einen öffentlichen Vorverkauf, sondern konnten lediglich über das Verified-Fan-Programm von Ticketmaster erworben werden. Mit dem Verified-Fan-Programm sollte sichergestellt werden, dass die Tickets nur schwer an Reseller gelangen. Um dem hohen Ansturm gerecht zu werden, wurden die registrierten Käufer in drei verschiedene Gruppen aufgeteilt, die zu verschiedenen Zeiten Zugang zu Ticketmaster bekamen. Damit sollte ein Ansturm wie zuvor beim Vorverkauf der Tickets für die The Eras Tour von Taylor Swift verhindert werden, bei der sich insgesamt 3,5 Millionen Menschen für das Verified-Fan-Programm registriert und die Webseite beim gleichzeitigen Zugriff zum Abstürzen gebracht hatten.
Insgesamt wurden für die ersten 21 Termine in Europa eine Million Tickets verkauft, wodurch rund 154,4 Millionen US-Dollar eingenommen wurden.

## Produktion

### Bühnenbild und Beleuchtung
Die Inszenierung besteht aus zwei separaten Bühnen, die durch eine breite Rampe verbunden sind: die A-Bühne mit einem kreisförmigen Hohlraum in der Mitte eines riesigen, flachen Bildschirms; während die B-Bühne in eine kreisförmige Struktur unterteilt ist, die den sogenannten VIP-Bereich „Club Renaissance“ umgibt, wobei eine Verlängerung der Rampe als Radius der Anlage fungiert. Außerdem gibt es monumentale Skulpturen und metallische Panzere, Mannequin-Pferde, Roboterarme, Pyrotechnik und Ultravioletttechnik. Es Devlin Studio und Stufish Entertainment Architects waren zusammen mit Beyoncé und ihrem Kreativteam, Parkwood Entertainment für das Bühnenbild verantwortlich. Der Designprozess dauerte etwa 18 Monate.

### Kostümdesign
Beyoncé hat während der Show mehrere Kostümwechsel unter dem Styling von Shiona Turini. Die Garderobe besteht aus einem mit silbernen Perlen besetzten Alexander-McQueen-Catsuit und einem weißen Anrealage-Kleid mit Glockenärmeln, das sich unter UV-Licht in ein mehrfarbiges Meisterwerk verwandelt, ein maßgeschneiderter silberner Courrèges-Body mit auffälligem kreisförmigen Ausschnitt, ein mit Perlen verzierter Balmain-Body, Hut und Sonnenbrille, ein metallisches Federkleid von Coperni, ein farbenfrohes Minikleid aus Netzstoff von David Koma und ein Bienenkostüm von Thierry Mugler. Zusätzliche Accessoires und Schmuck wurden von Tiffany & Co maßgeschneidert. Neben der Sammlung von Designerstücken sind auch Sonnenbrillen von Mykita Teil der Vielfalt der in der Show gezeigten Kostüme.

### Ensemble
Musiker
- Keyboard: Khirye Tyler (Musikalische Leitung)
- Gitarre: Agape Jerry
- Posaune: Chris Johnson
- Trompete: Crystal Torres
- Schlagzeug: Diamond Johnson
- Bass: Don Alford
- Klavier/Keyboard: Emily Bear
- Saxophon: Katty Rodriguez

Sängerinnen
- Tiffany Ryan (Stimmliche Leitung)
- Karyn Porter
- Natalie Imani
- Tayler Green[20]

## Konzertablauf

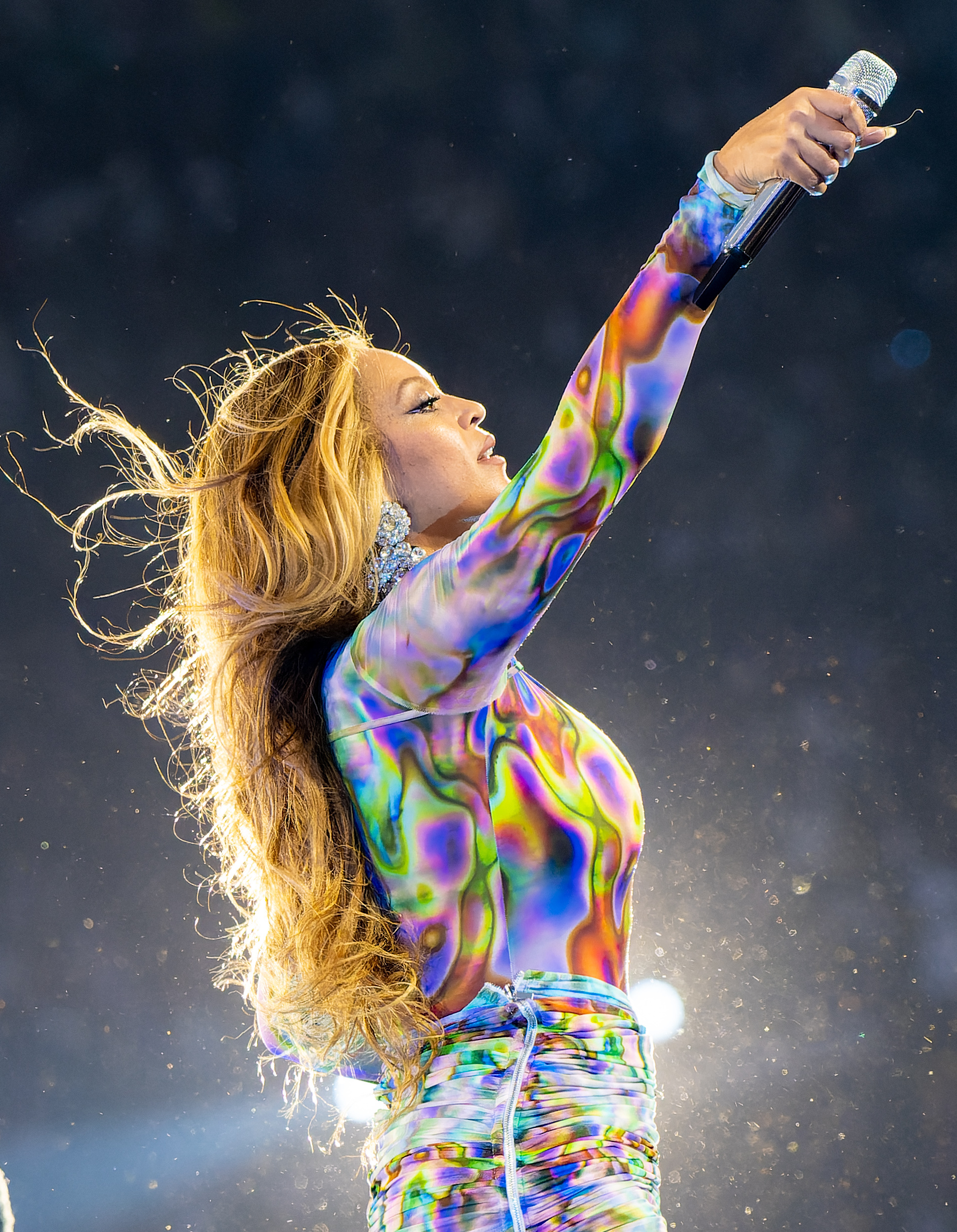
Beyoncé im Tottenham Hotspur Stadium in England

Die Show dauert insgesamt fast drei Stunden. Es ist in sechs verschiedene Akte gegliedert, in denen Beyoncé jedes Lied aus „Renaissance“ in der Reihenfolge des Albums präsentiert, durchsetzt mit Liedern aus ihrer bisherigen Diskografie. Zwischen Set- und Kostümwechseln werden Videoclips aus Beyoncés Musikvideos und Zusammenschnitte vergangener Tourneen auf die LED-Leinwand projiziert. Zusätzlich gibt es Visuals, die speziell für die Tour gedreht wurden und die bisher unveröffentlichten Musikvideos zum Album zeigen. So gibt es unter anderem auch eine Videosequenz von Beyoncé in einer Pose ähnlich der Schlafende Venus von Giorgione.
Der Opening-Akt wird von Beyoncé selbst aufgeführt, in dem sie R&B-Balladen aus früheren Teilen ihrer Diskographie singt. Die Sängerin betritt zu einem Intro, das von Emily Bear auf einem Klavier auf der rechten Bühnenseite gespielt wird, die Hauptbühne, um „Dangerously in Love 2“ aufzuführen und das Publikum zu begrüßen. Es folgt „Flaws and All“, wonach sie auf dem Klavier sitzend „1+1“ sowie eine Coverversion von Rose Royces „I'm Going Down“ singt. Zu den ersten Klängen von „I Care“ bewegt sie sich wieder zur zentralen Hauptbühne. Seit dem Auftritt in London folgt mit „River Deep – Mountain High“ ein Tribut an die am 24. Mai 2023 verstorbene Tina Turner.
Ein visuelles Zwischenspiel markiert den nächsten Akt als Renaissance und zeigt eine maximalistische Montage intergalaktischer Reisen und Robotermaschinen, die an Fritz Langs Science-Fiction-Film „Metropolis“ erinnert. Der Renaissance-Teil der Show ist durchsetzt mit gesprochenen Zwischenspielen des legendären Kommentators Kevin JZ Prodigy als Hommage an die Ballroom-Szene. Während die Stimme fragt, ob das Publikum „ready to serve“ und „ready to slay“ ist, spielt Beyoncé den ersten Titel aus Renaissance; „I'm That Girl“. Beyoncé führt dann „Cozy“ mit zwei mechanischen Armen auf, die silberne Rahmen halten, die mit ihr interagieren, während sie tanzt. Anschließend spielt sie „Alien Superstar“ mit Elementen von „Sweet Dreams“, gefolgt von „Lift Off“. Das französische Tanzduo Les Twins führt eine Tanzpause zu „7/11“ auf.
Der Motherboard-Akt beginnt mit „Cuff It“, während ein großes silbernes Pferd aus der Kuppel auftaucht. Auf dem Weg zur kreisförmigen Nebenbühne führen Beyoncé und ihre Tänzer „Energy“ und ein Mashup von „Break My Soul“ auf.
Der nächste Akt, Opulence, beginnt mit „Formation“, gefolgt von „Diva“, in Anspielung auf den Rapper Lil Uzi Verts viraler Tanz auf TikTok und „Run the World (Girls)“ auf der Rampe der B-Bühne. Während „Black Parade“ betritt Beyoncé die Bühne auf einem silbernen Panzer, auf dem sie auch „Savage“ und „Partition“ singt.

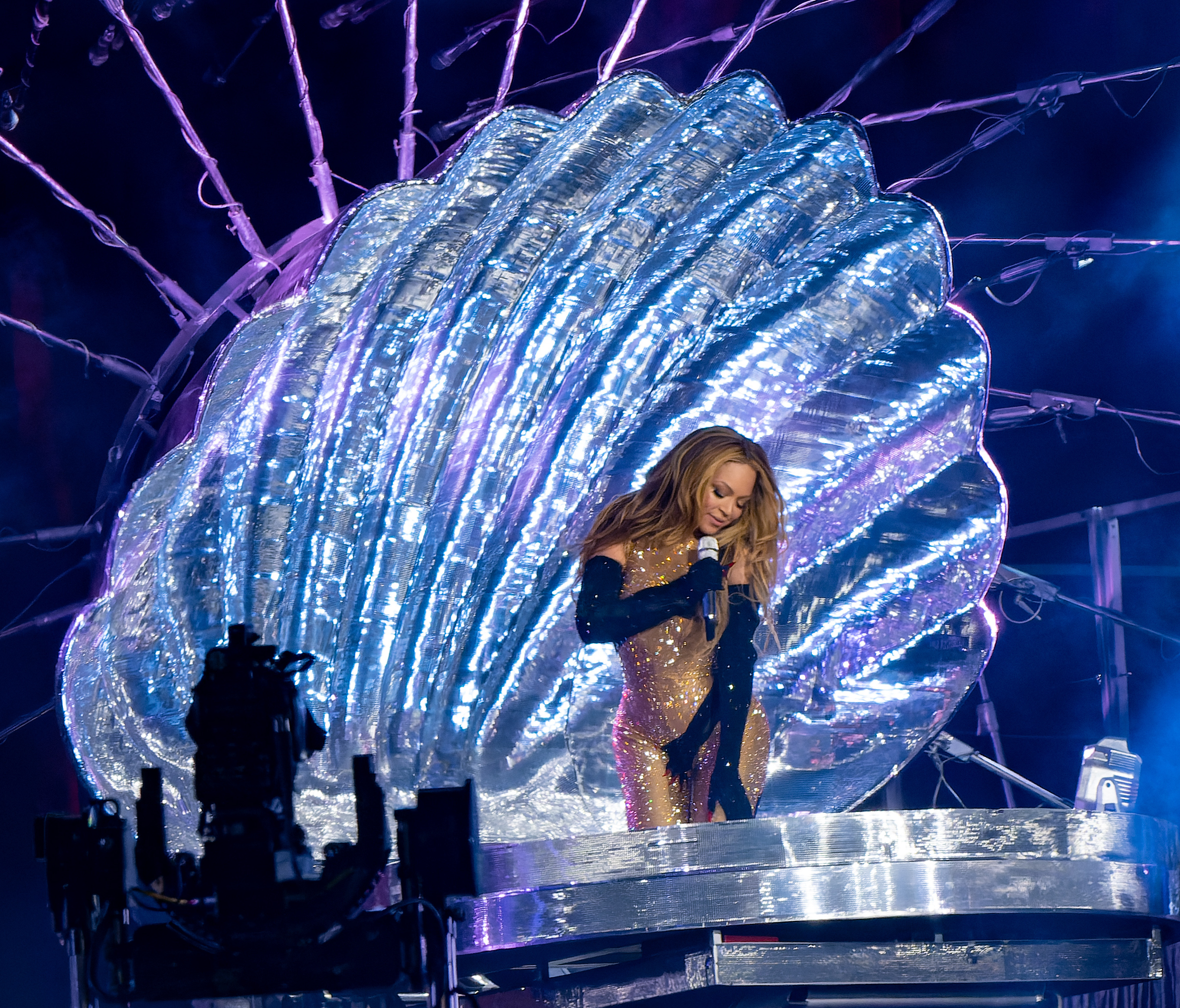
Beyoncés Hommage an Botticellis Die Geburt der Venus während der Performance von Virgo’s Groove

Nach einem Zwischenspiel, das auf den Abschnitt Anointed hinweist, tritt Beyoncé in einem ganz weißen Gewand aus der Kuppel, das durch ultraviolettes Licht gefärbt wird, um ein Muster aus Buntglas freizulegen, das dann entfernt wird für eine Aufführung von „Church Girl“, „Get Me Bodied“ und „Before I Let Go.“ Backgroundsängerinnen und Tänzer treten auf der Bühne zur Begleitung von „Rather Die Young“ auf. Beyoncé beginnt mit „Love on Top“ und singt die letzten beiden Tonartwechsel a cappella neben dem Publikum, bevor sie „Crazy in Love“ anstimmt, bei dem die Tänzer weiße Tanktops und Jeans tragen, eine Nachbildung von Beyoncés Outfit aus dem Musikvideo. Nach dem Refrain mit einer längeren Musikperformance der Band mit einzelnen Soli, machen die Sängerinnen weiter mit „Love Hangover“ wonach Beyoncé aus einer Muschelschale auftaucht, die an Botticellis „Die Geburt der Venus“ erinnert, in einem schillernden Loewe Bodysuit. Sie spielt „Plastic Off The Sofa“ und eine Mischung aus „Virgo’s Groove“ und „Naughty Girl“. „Move“ wird mit einer Choreografie zusammen mit ihren Tänzern aufgeführt. Bei „Heated“ kehren die Roboterarme zurück auf die Bühne und wedeln Beyoncé Luft zu, während sie in einem Kreis aus Mikrofonen steht.
Im letzten Akt, Mind Control, sieht man Beyoncé in einem Thierry-Mugler-Bienenkostüm mit einem Schreibtisch, der an eine fiktive Nachrichtensendung erinnert und beginnt die Zugabe mit „America Has a Problem“.

## Setlist
Diese Setliste stammt von der Eröffnungsshow am 11. Mai 2023 in Stockholm; sie ist nicht bei allen Konzerten der Tour identisch.
Opening
1. Dangerously in Love
2. Flaws and All
3. 1+1 / I'm Goin' Down
4. I Care

Renaissance
1. I'm That Girl
2. Cozy
3. Alien Superstar
4. Lift Off

7/11 (Tanzeinlage)
Motherboard
1. Cuff It
2. Energy
3. Break My Soul

Opulence
1. Formation
2. Diva
3. Run the World (Girls)
4. My Power
5. Black Parade
6. Savage
7. Partition

Anointed
1. Church Girl
2. Get Me Bodied
3. Before I Let Go
4. Rather Die Young
5. Love on Top
6. Crazy in Love

Love Hangover (Tanzeinlage)
1. Plastic Off the Sofa
2. Virgo's Groove / Naughty Girl
3. Move
4. Heated

Already (Tanzeinlage)
Mind Control
1. America Has a Problem
2. Pure/Honey

Zugabe
1. „Summer Renaissance“

### Zusätzliche Anmerkungen
- Beginnend mit dem Auftritt am 26. Mai 2023 in Paris, Frankreich betritt Beyoncés Tochter Blue Ivy Carter die Bühne, um zu „My Power“ und „Black Parade“ zu tanzen.[37][38]
- Seit dem Auftritt am 29. Mai 2023 in London, England, spielt Beyoncé im ersten Akt der Show nach dem kürzlichen Tod von Tina Turner ein Cover von „River Deep – Mountain High“ als Hommage.[38]
- Am 21. Juni 2023 sang Beyoncé bei ihrem Auftritt in Hamburg den Song „My Power“ als Tribut an den zuvor kürzlich verstorbenen Bruder einer Tänzerin a capella. Auf der Bühne fand zudem eine Schweigeminute statt.[39]